# COVID-19 в Турции
Распространение COVID-19 в Турции началось 11 марта 2020 года. 
Пандемия коронавируса 2019-2020 годов распространилась на Турцию, когда первый случай в стране был официально подтверждён 11 марта 2020 года. Первая смерть от коронавирусной инфекции в стране произошла 17 марта 2020 года. 23 марта 2020 года министр здравоохранения Фахреттин Коджа объявил, что случаи заражения коронавирусом распространились по всей Турции.
1 апреля 2020 года министр Коджа подтвердил, что общее число случаев заболевания возросло до 15 679, а число погибших достигло 277 человек. 2 апреля 2020 года министр заявил о 18 135 случаях заболевания в Турции, 356 погибших. Общее количество проведённых тестов на данный момент составило 125 556.

## Хронология

### Январь 2020
10 января 2020 года Министерство здравоохранения создало Научно-консультативный совет по коронавирусу Он состоит из 26 членов, специализирующихся в таких областях, как болезни органов грудной клетки, инфекционные заболевания и клиническая микробиология.. Позже число членов совета возросло до 31 с объединением экспертов и учёных в области вирусологии, внутренней медицины и интенсивной терапии. Совет разрабатывает руководящие принципы лечения медицинскими работниками и меры, которым должна следовать общественность, и обновляет их в контексте течения болезни в стране.
24 января 2020 года министерство здравоохранения Турции установило тепловые камеры в аэропортах.
31 января правительство Турции отправило самолёт, чтобы вернуть 34 граждан Турции и нескольких других из Уханя. Другие граждане: семь граждан Азербайджана, семь граждан Грузии и один Албании. Китай заказал у Турции 200 миллионов масок.

### Февраль
1 февраля Турция объявила о приостановлении всех авиарейсов из Китая. Граница с Ираном была закрыта после того, как власти Ирана отказались от требований Турции касаемо карантина иранского города Кум. В этот же день Турция объявила о решении приостановить все рейсы из Ирана и из Турции в Иран.
29 февраля Турция объявила о приостановке всех рейсов в Италию, Южную Корею и Ирак, а также из них в Турцию. Вскоре граница с Ираком также была закрыта. Министерство также создало полевые госпитали близ границ Ирака и Ирана.

### Март
В турецких городах проводились масштабные работы по дезинфекции в общественных местах и единицах массового транспорта. В Стамбуле установлены дезинфицирующие устройства на станциях метробусов.

#### 11-20 марта
Утром 11 марта 2020 года министр здравоохранения Фахреттин Коджа объявил, что турок, заразившийся вирусом во время путешествия по Европе, стал первым в стране заболевшим коронавирусом. Пациент был помещён в изолятор в закрытом госпитале, а члены его семьи были помещены под наблюдение.
13 марта министр здравоохранения Фахреттин Коджа сделал заявление через свой официальный твиттер-аккаунт, подтвердив, что родственник первого человека, инфицированного коронавирусом, заболел этой болезнью и был взят под наблюдение, а также были приняты необходимые меры. Вечером было объявлено, что ещё три человека из той же семьи дали положительный результат на коронавирус. Таким образом, число подтверждённых случаев заболевания в Турции возросло до пяти. Позже вечером Коджа объявил, что число подтверждённых случаев заболевания возросло до шести, учитывая, что у паломника, недавно вернувшегося из Умры, анализы оказались положительными.
Согласно заявлению Министерства молодёжи и спорта, 5392 из 10 330 граждан, вернувшихся из Умры, были помещены на карантин в государственные общежития в Анкаре, а остальные 4398 человек были помещены на карантин в Конье. 15 марта Коджа объявил, что число подтверждённых случаев заболевания возросло до 18, причём семь из них происходили из Европы, и три случая из США.
16 марта Коджа объявил, что число подтверждённых случаев заболевания возросло до 47, причём новые случаи болезни происходили из Ближнего Востока, Европы и США.
Дирекция по коммуникациям объявила, что президент Эрдоган возглавит в среду всестороннее координационное совещание, чтобы обсудить планы борьбы с новым типом коронавируса и впоследствии информировать общественность о результатах. 17 марта министр Коджа сообщил о первой смерти от коронавируса, 89-летнего пациента, в то время как число подтверждённых случаев возросло до 98.
18 марта министр Коджа объявил о второй смерти от коронавируса, 61-летнего пациента. Коджа также заявил, что число подтверждённых случаев возросло до 191 с 93 новыми случаями. Турецкая медицинская ассоциация, ассоциации специалистов ТТБ, Ассоциация экспертов общественного здравоохранения, Турецкая ассоциация клинической микробиологии и инфекционных заболеваний, Турецкое общество грудной клетки и Турецкая ассоциация интенсивной терапии провели встречу 17 марта для оценки событий, связанных со вспышкой COVID-19. В документе, опубликованном 18 марта, они пришли к выводу, что пандемия представляет значительную опасность для работников здравоохранения и пациентов, добавив, что недостаток информации и мер предосторожности привели к путанице и недостаточная информация об употреблении лекарств, отсутствие доступа к тестам и различные другие проблемы затрудняют борьбу с пандемией.
19 марта поступило сообщение о том, что бывший главнокомандующий турецкой армии Айтач Ялман, недавно вернувшийся из Ирана, скончался от коронавирусной болезни 15 марта 2020 года в возрасте 79 лет.  Позже в тот же день один человек сдал положительный результат на коронавирус, а 45 сотрудников и членов их семей были помещены на карантин в округе Чешме провинции Измир. В заявлении, опубликованном в его аккаунте в Twitter, министр здравоохранения Фахреттин Коджа объявил, что 85-летняя женщина погибла, добавив, что было подтверждено 168 новых случаев.
20 марта министр Коджа сообщил, что общее количество подтвержденных случаев и смертей возросло до 670 и 9 соответственно. Министерство здравоохранения издало приказ об объявлении всех больниц, в которых работают как минимум два специалиста по инфекциям, пульмонологии, внутренним болезням и клинической микробиологии, включая частные и базовые больницы, пандемическими коронавирусными больницами. Ассоциация по правам человека, Фонд по правам человека Турции, Ассоциация юристов за свободу, Ассоциация современных юристов и Союз гражданского общества работников здравоохранения и социальных служб в уголовной системе также опубликовали заявление о вспышке COVID-19 и настоятельно призвали к немедленным действиям в тюрьмах. В своей статье они подчёркивали необходимость информирования общественности, особенно семьи и адвокатов заключённых, о карантинной практике и состоянии здоровья заключённых.
20 марта президент Эрдоган приказал эвакуировать турецких студентов из 8 государств, поместив их после этого на двухнедельный карантин.

#### 21-31 марта

Число случаев (голубой) и число смертей (красный) на логарифмической шкале

21 марта министр Коджа сообщил, что число подтверждённых случаев возросло до 947 с числом погибших 21 после смерти 12 пожилых пациентов. Фенербахче Баскетбол объявил, что у некоторых игроков в его команде и членов административного персонала были симптомы коронавирусной болезни.
22 марта Коджа объявил, что число погибших возросло до 30 с общим числом подтверждённых случаев 1236.
23 марта Коджа объявил, что число погибших возросло до 37, в общей сложности 1529 подтверждённых случаев. На пресс-конференции Коджа объявил, что препарат под названием Фавипиравир, который, по сообщениям китайских властей, эффективен при лечении заболевания, был импортирован и начал вводиться пациентам интенсивной терапии. Коджа также объявил, что работникам здравоохранения будет выплачиваться дополнительная выплата к зарплате в течение 3 месяцев. В тот же день Фатиху Териму, известному футбольному менеджеру и бывшему игроку турецкой ассоциации, был поставлен диагноз COVID-19.
24 марта Коджа объявил, что число подтверждённых случаев возросло до 1 872, а общее число погибших составило 44. 25 марта число подтверждённых случаев возросло до 2433, а число погибших возросло до 59. На пресс-конференции, организованной совместно министром здравоохранения и министром национального образования, было объявлено, что число пациентов в отделении интенсивной терапии составило 136, и два пациента старше 60 лет были выписаны из больницы. Было добавлено, что данные о новых подтверждённых случаях в Турции будут публиковаться в цифровом формате.
26 марта в своём сообщении, опубликованном в своем аккаунте в Твиттере, министр Коджа объявил, что было зарегистрировано 1196 новых диагнозов и ещё 16 человек умерли.
Общее количество подтверждённых случаев возросло до 3629, в результате чего погибло 75 человек. 27 марта было подтверждено 2069 новых случаев заболевания и зарегистрировано ещё 17 смертей. Министр здравоохранения объявил, что к настоящему времени от этой болезни вылечено 42 пациента.
28 марта министр Коджа подтвердил 1704 новых случая, добавив, что 16 человек погибли за последние 24 часа. Общее число подтверждённых случаев возросло до 7402, число погибших составило 108 человек. Общее количество тестов, выполненных до этой даты, составило 55 464.
29 марта министр Коджа объявил, что было 1815 новых случаев и ещё 23 смертельных случая. Общее количество случаев увеличилось до 9 217, а число погибших достигло 131. Общее количество выполненных к настоящему времени тестов составило 65 446. 30 марта было подтверждено 1 610 новых случаев и произошло ещё 37 смертей. Общее количество случаев достигло 10 827, и 168 человек умерли.
31 марта 2020 года министр Коджа подтвердил, что было зарегистрировано 2704 новых случая и ещё 46 смертельных случаев. Общее количество случаев возросло до 13 531, а число погибших достигло 214. Общее количество проведенных к настоящему времени тестов составило 92 403. Лидер TÜRK-İŞ Эргюн Аталай выступил с письменным заявлением 31 марта с требованием запретить увольнения и просил прекратить все работы как минимум на 15 дней, за исключением тех, которые предлагают товары первой необходимости и услуги. Аталай подчеркнул необходимость быстрого введения Фонда страхования на случай безработицы для решения проблемы потери дохода и добавил, что все работники, которые страдают от потери работы и дохода, должны получить предварительную поддержку своего работодателя, Фонда страхования на случай безработицы, и государства. DİSK, KESK, TMMOB и TTB начали кампанию по подписанию 31 марта для обеспечения выполнения семи чрезвычайных мер. В течение этого периода они полагали, что «Работы должны быть немедленно прекращены во время эпидемии во всех секторах, кроме тех, которые предоставляют основные, обязательные и срочные товары и услуги. Увольнения должны быть запрещены во время эпидемии, должны поддерживаться мелкие торговцы, работникам должен предоставляться оплачиваемый отпуск, а безработным должна оказываться помощь. Потребительские, жилищные и транспортные кредиты, а также долги по кредитным картам и счета за электричество, воду, природный газ и связь должны быть отложены во время эпидемии без будущих интересов».

### Апрель 2020 года
1 апреля 2020 года министр Коджа подтвердил, что было зарегистрировано 2148 новых случаев и ещё 63 умерли. Общее количество случаев возросло до 15 679, а число погибших достигло 277. Общее количество проведенных к настоящему времени тестов составило 106 799. В то же время было объявлено, что во всех 81 провинции были подтверждены случаи заболевания, а в 39 провинциях были смертельные случаи. Провинцией с наибольшим количеством случаев и смертей стал Стамбул с 8 852 случаями и 117 смертельными случаями. За ним последовали Измир с 853 случаями и 18 смертельными случаями, и Анкара с 712 случаями и 7 смертельными случаями. Министр также заявил, что 601 медицинский работник заразился и один врач умер.
2 апреля 2020 года министр Коджа заявил, что было проведено 18 757 новых тестов, добавив, что было обнаружено 2 456 новых случаев и ещё 79 случаев смерти. С этими цифрами общее количество тестов увеличилось до 125 556, общее количество подтверждённых случаев — до 18 135, а общее число смертей — до 356.
Стамбульская палата врачей предположила, что цифры, приведённые Министерством здравоохранения, основаны на случаях, которые дали положительный результат на ПЦР, и не включают число «подозреваемых / возможных случаев» среди стационарных или амбулаторных пациентов. Палата врачей также подвергла критике практику, проводимую в частных клиниках в Стамбуле.

### Октябрь 2021
По состоянию на 28 октября 2021 года зафиксировано 7 млн. 935 тыс. 977 случаев коронавируса. 69 769 человек скончались.

### Декабрь 2021
11 декабря 2021 года выявлен омикрон-штамм коронавируса. Зафиксировано 6 случаев, 1 - Стамбул, 6 - Измир.

## Правительственные меры
Создан совет по науке, который консультирует Правительство по вопросам мер в связи с коронавирусом.

### Образование
8 марта Министерство национального образования объявило, что они используют специальные дезинфицирующие средства, чтобы защитить школы от вирусной угрозы. Министр Зия Сельчук сказал, что все поверхности, открытые для контакта в школах, подвергаются дезинфекции, отметив, что профессиональные организации, выпускающие 100 тонн дезинфицирующих средств, ежедневно поставляют дезинфицирующие средства для школ.
Министр Сельчук 12 марта организовал пресс-конференцию, на которой сообщил, что все школы будут дезинфицироваться вплоть до закрытия. Он сказал, что еженедельная учебная программа будет структурирована, и EBA предоставит необходимую поддержку в области обучения и образования в Интернете и TRT на телевидении, и они приняли все необходимые меры для предотвращения перерывов и задержек в образовательных программах.
12 марта 2020 года, после встречи президента Реджепа Тайипа Эрдогана с остальными членами правительства Турции, пресс-секретарь Ибрагим Калын объявил, что начальные, средние и средние школы в Турции будут закрыты, начиная с 16 марта 2020 года, на неделю. Университеты также будут закрыты, но на три недели. Спортивные матчи будут проводиться за закрытыми дверями на стадионах до конца апреля. Президент также отложил все свои зарубежные визиты.
17 марта министр Сельчук посетил студии TRT, где был подготовлен контент, касающийся нового формата дистанционного обучения, и заявил, что новый процесс рассматривается до мельчайших деталей, и что подготовка к планированию и инфраструктура будет завершена к неделе после 23 марта. Сельчук заявил, что он даст первый урок с использованием этой методики обучения.
19 марта Центр измерения, отбора и размещения отложил 9 экзаменов, в том числе TUS и MSÜ, которые планировалось провести в ближайшее время.

### Ограничения путешествий и собраний
Великое национальное собрание Турции объявило, что в период с 13 по 31 марта в парламенте не будут приниматься никакие посетители. 13 марта Турция объявила о своём решении прекратить все полёты в Германию, Францию, Испанию, Норвегию, Данию, Бельгию, Швецию, Австрию и Нидерланды с 8:00 субботы до 17 апреля. В тот же день министр юстиции Абдулхамит Гюль объявил, что встречи во всех открытых и закрытых тюрьмах, свидания с заключёнными, переводы между тюрьмами были отложены на две недели.
14 марта, после встречи президента Турции Реджепа Тайипа Эрдогана и Президента Азербайджана Ильхама Алиева, обе страны временно прекратили наземные и воздушные перевозки. В тот же день Турция и Грузия объявили о своём взаимном решении закрыть пограничные ворота Сарпи.
15 марта Министерство культуры и туризма объявило, что в период с 16 по 30 марта все библиотеки в Турции будут закрыты.
21 марта Министерство сельского и лесного хозяйства запретило барбекю в садах, парках и на набережных. Министерство транспорта и инфраструктуры объявило, что по состоянию на 17:00 рейсы в ещё 46 стран прекратились, что привело к сокращению воздушного сообщения с 68 странами. Министерство внутренних дел объявило полный комендантский час для тех, кто старше 65 лет или хронически болен.

### Экономика
18 марта президент Эрдоган призвал общественность оставаться дома и не посещать больницы вне чрезвычайных ситуаций. Эрдоган также заявил, что государственные банки будут доставлять пенсию пенсионерам старше 76 лет в их дома, при этом минимальная сумма выплаты пенсионерам составит 1500 турецких лир. Правительство также объявило о пакете экономических мер на 100 миллиардов турецких лир для решения финансовых вопросов компаний и домохозяйств с низкими доходами. С помощью этого пакета правительство пообещало повысить лимит Фонда гарантирования кредитов (KGF), отложить налоговые обязательства, выплаты страховых взносов SGK и кредитные долги работодателей в секторах, наиболее пострадавших от кризиса, и выделить 2 миллиарда турецких лир нуждающимся семьям.
24 марта указами президента были отменены импортные тарифы на этанол, одноразовые медицинские маски, и респираторы.
30 марта президент Эрдоган объявил о начале кампании по пожертвованиям под названием «Нам достаточно друг друга, Турция» (тур. Biz Bize Yeteriz Türkiyem).

### 2021 год

#### Апрель 2021
29 апреля 2021 года введён комендантский час. Приостановлена деятельность всех учреждений, организаций, за исключением производства продовольственных продуктов, здравоохранения.
В том числе приостановлена деятельность образовательных учреждений.

#### Май 2021
17 мая 2021 года снят комендантский час.
Летом 2021 года Турция сняла практически все ограничения, связанные с коронавирусом, в том числе был отменён комендантский час. С сентября 2021 года возобновилось очное обучение в школах после 18-месячного отсутствия занятий. В школах введено проведение случайного ПЦР-тестирования.

С 15 ноября 2021 года Turkish Airlines приостановили полёты в Бразилию, Южную Африку, Непал и Шри-Ланку.
С 26 ноября 2021 года закрыта граница для пассажиров из Ботсваны, Южной Африки, Мозамбика, Намибии и Зимбабве из-за угрозы распространения штамма коронавируса «омикрон».

## Вакцинация
Применяется вакцина CoronaVac компании Sinovac Biotech, а также Pfizer/BioNTech. Вакцинация началась в середине января 2021 года. В январе 2021 года Агентство по лекарствам и медицинскому оборудованию при Министерстве Здравоохранения Турции одобрило применение на территории Турции вакцины CoronaVac.
На 28 октября 2021 года введено 115 млн. 861 тысяча 861 доза вакцины. 78% населения Турции в возрасте старше 18 лет вакцинировано обеими компонентами вакцины (48,04 млн. чел.).
На 14 декабря 2021 года введено 121,8 млн. доз вакцины. Две дозы вакцины получили 51 млн. чел. Первую дозу вакцины - 56,51 млн. чел.
На 4 января 2022 года вакцинировано первой дозой вакцины 57 млн. человек, второй дозой вакцины - 51,67 млн. человек.

## Помощь другим странам
6 декабря 2021 года Турция отправила 200 000 доз вакцин CoronaVac (Sinovac) Буркина-Фасо.